# Torneo Argentino B
O Torneo Argentino B foi uma das ligas que formava a quarta divisão do Campeonato Argentino de Futebol organizado pelo Conselho Federal, um órgão interno da AFA que congrega os clubes provenientes das ligas regionais.

## História
A partir da temporada 2004/05, quando se estabilizou a categoria, participaram 48 equipes de todo o país. Contudo, por uma decisão da AFA, a partir da temporada 2011/12 se aumentou a quantidade de equipes para 60 clubes. Na temporada 2012/13, o Conselho Federal de Futebol decidiu aumentar a quantidade de equipes no torneio e convidou mais 40 clubes, passando assim a um total de 100 clubes. Na temporada 2013/14, o Conselho Federal de Futebol decidiu aumentar a quantidade de equipes no torneio e convidou mais 43 clubes, tendo em conta os ascensos e as renúncias do Alvear, do El Linqueño, do Huracán, do Jorge Gibson Brown, do Jorge Newbery e do Rosamonte. A temporada acabou sendo disputada por 136 clubes no total e concedeu 3 ascensos para o Torneo Federal A, novo torneio da terceira divisão, e 29 descensos para o Torneo Federal C, novo torneio da quinta divisão.
Desde que se criou o Torneo Argentino B em 1995 até hoje foram disputadas 18 temporadas. Os primeiros campeões do torneio foram o Almirante Brown e o Mataderos e os últimos campeões foram o Deportivo Madryn, o Atlético Paraná e o Gimnasia y Esgrima.

## Campeões
| Temporada | Campeão                                             | Outros ascensos                                    |
| --------- | --------------------------------------------------- | -------------------------------------------------- |
| 1995/96   | Almirante Brown Mataderos                           | Não houve                                          |
| 1996/97   | Ben Hur San Martín                                  | Não houve                                          |
| 1997/98   | Central Córdoba Ñuñorco                             | Não houve                                          |
| 1998/99   | Huracán Racing                                      | CAI Tiro Federal 13 de Junio                       |
| 1999/00   | Chacras de Coria                                    | Liniers                                            |
| 2000/01   | 9 de Julio Juventud Unida                           | Estudiantes                                        |
| 2001/02   | Villa Obrera Talleres                               | Não houve                                          |
| 2002/03   | Guillermo Brown La Florida                          | Unión Gimnasia y Esgrima                           |
| 2003/04   | Desamparados Candelaria                             | Puerto Belgrano                                    |
| 2004/05   | San Martín La Plata                                 | Crucero del Norte Huracán Juventud Sportivo Patria |
| 2005/06   | Ramón Santamarina Central Norte Gimnasia y Esgrima  | Alumni Real Arroyo Seco Rivadavia                  |
| 2006/07   | Boca Unidos Libertad Cipolletti                     | Não houve                                          |
| 2007/08   | Patronato Deportivo Maipú                           | Alvarado Central Córdoba                           |
| 2008/09   | Estudiantes Unión                                   | Crucero del Norte Belgrano                         |
| 2009/10   | Douglas Haig Central Norte                          | Não houve                                          |
| 2010/11   | Gimnasia y Tiro Racing                              | Defensores de Belgrano                             |
| 2011/12   | Guaraní Antonio Franco Alvarado                     | San Jorge                                          |
| 2012/13   | CAI Chaco For Ever Estudiantes                      | Juventud Unida                                     |
| 2013/14   | Atlético Paraná Deportivo Madryn Gimnasia y Esgrima | Não houve                                          |

## Quantidade de títulos por equipe
| Equipe                 | Títulos |
| ---------------------- | ------- |
| Central Norte          | 2       |
| Gimnasia y Esgrima     | 2       |
| 9 de Julio             | 1       |
| Almirante Brown        | 1       |
| Alvarado               | 1       |
| Atlético Candelaria    | 1       |
| Atlético Paraná        | 1       |
| Ben Hur                | 1       |
| Boca Unidos            | 1       |
| CAI                    | 1       |
| Central Córdoba        | 1       |
| Chaco For Ever         | 1       |
| Chacras de Coria       | 1       |
| Cipolletti             | 1       |
| Deportivo Madryn       | 1       |
| Deportivo Maipú        | 1       |
| Desamparados           | 1       |
| Douglas Haig           | 1       |
| Estudiantes            | 1       |
| Estudiantes            | 1       |
| Gimnasia y Tiro        | 1       |
| Guaraní Antonio Franco | 1       |
| Guillermo Brown        | 1       |
| Huracán                | 1       |
| Villa Obrera           | 1       |
| Juventud Unida         | 1       |
| La Florida             | 1       |
| Libertad               | 1       |
| Mataderos              | 1       |
| Ñuñorco                | 1       |
| Patronato              | 1       |
| Racing                 | 1       |
| Racing                 | 1       |
| San Martín             | 1       |
| San Martín             | 1       |
| Ramón Santamarina      | 1       |
| La Plata               | 1       |
| Talleres               | 1       |
| Unión                  | 1       |

## Artilheiros

### Artilheiros por torneio
| Torneio | Jogador          | Equipe           | Gols |
| ------- | ---------------- | ---------------- | ---- |
| 2006/07 | Oscar Padua      | Cipolletti       | 26   |
| 2007/08 | Luciano Millares | El Linqueño      | 22   |
| 2008/09 | Nicolás Gatto    | Estudiantes      | 23   |
| 2010/11 | Diego Nuñez      | Gimnasia y Tiro  | 22   |
| 2011/12 | Cristian Taborda | Deportivo Roca   | 27   |
| 2012/13 | Cristian Jeandet | Unión Aconquija  | 22   |
| 2013/14 | Matías Parolari  | Deportivo Madryn | 28   |

### Artilheiros por equipe
| Equipe           | Artilheiros |
| ---------------- | ----------- |
| Cipolletti       | 1           |
| Deportivo Madryn | 1           |
| Deportivo Roca   | 1           |
| El Linqueño      | 1           |
| Estudiantes      | 1           |
| Gimnasia y Tiro  | 1           |
| Unión Aconquija  | 1           |